# 河㙟镇
河㙟镇，是中华人民共和国广东省阳江市阳春市下辖的一个乡镇级行政单位。

## 歷史沿革
明万历五年（1577）前为瑶民聚居地，称大铛湾。清乾隆年间（1736-1795）在堡西500米河边㙟地处建圩场，称河㙟圩，建镇因圩而得名。镇境西南部（今云帘）于明万历五年（1577）划出，属东安县（后为云浮市），至1950年7月复归阳春，其余地方明、清时期属顺阳都。1907~1952年属三区。1953年设六区（后为河㙟区）。1957年4月设河㙟、阳三乡。1958年4月合并为河㙟乡，同年10月设河㙟公社，后并归春湾公社（后为春湾镇）。1959年7月复设河㙟公社（1961年5月至1963年1月曾分阳三公社）。1983年8月改为河㙟区。1986年撤区建镇。

## 行政区划
河㙟镇下辖以下地区：
河朗社区、河朗村、中联村、中和村、凌霄村、大竹村、石忽村、新阳村、司马村、罗阳村、阳三村、社塘村、新竹村、大塘村和云帘村。